# 窪田清音
窪田 清音（くぼた すがね）は、江戸時代後期の旗本・兵学者・武術家。十数流の兵法、武術、武家故実と国学を修得し、諸侯・旗本以下3000人の門人を指導。130冊の専門書を執筆し、徳川幕府の講武所頭取を務めた。

## 略歴
初名は勝榮（かつなが）。通称は助太郎、源太夫。号は修業堂
兵学・武術の達人で知られた父・窪田勝英から中島流砲術、外祖父・黒野義方から朱子学、山鹿流兵法・吉富流居合を伝授される。甲州流軍学、越後流軍学、長沼流軍学も習得し、山鹿流兵法学者として甲越長沼等諸流兵法を兼修した。また水戸学にも造詣が深かった。
武術では、田宮流剣術・居合・関口流柔術、宝蔵院流槍術、無辺夢極流槍術、小笠原流弓術、日置流弓術、大坪流上田派馬術、外記流砲術、能島流水軍を習得、皆伝した。
兵法と武術のみならず、伊勢流武家故実、国学、和歌、書を学び、師範免許を得ている。
文化10年（1813年）23歳で芸術出精を賞せられて大御番士、弓矢鑓奉行、御広敷番頭を歴任する。
天保12年（1841年）、得意の田宮流居合を将軍・徳川家慶に上覧、窪田派田宮流の名が広まり、全国から門人が集まった。
天保13年（1842年）、御納戸頭の職位にある時に天保の改革原案作成をめぐり羽倉簡堂と論争を起こし、水野忠邦によって御役御免となった。
寄合席に編入された清音は、門人育成と古伝の著述に力を注ぎ、兵学門人3000人、武術門人600人、「山鹿伝采幣伝授」「剣法略記」「形状記」を始め兵書50部、剣法38部、水軍2部、砲書3部、雑書11部、武家故実類書13部など生涯で130部を著し、兵法、武家故実の研究家、武術家として大きな業績を挙げた。
講武所頭取
安政2年（1855年）、男谷信友が長年建議していた講武所を幕府が新設すると、清音は山鹿素水と関係が深い九鬼隆都の推奨もあり、兵法、武術、古伝研究の第一人者として幕府講武所頭取兼兵学師範役に就任した。幕末の情勢で近代兵器が台頭する状況で、清音は山鹿流の伝統的な武士道徳重視の講義を続けたことで好悪様々な反応を呼び起こしたが、石岡久夫の研究によると、講義では士道の軸となるべく山鹿流の武士道徳を強調した反面、清音が著した五十部の兵書のうち、晩年の「練兵新書」、「練兵布策」、「教戦略記」などは、練兵主義を加えることで、山鹿流を激変する幕末の情勢に対応させようとしていたという。
万延元年（1860年）には、清音の序を載せた講武所版「武教全書」五巻が版行されている。

## 兵学・武術流派の師・門人

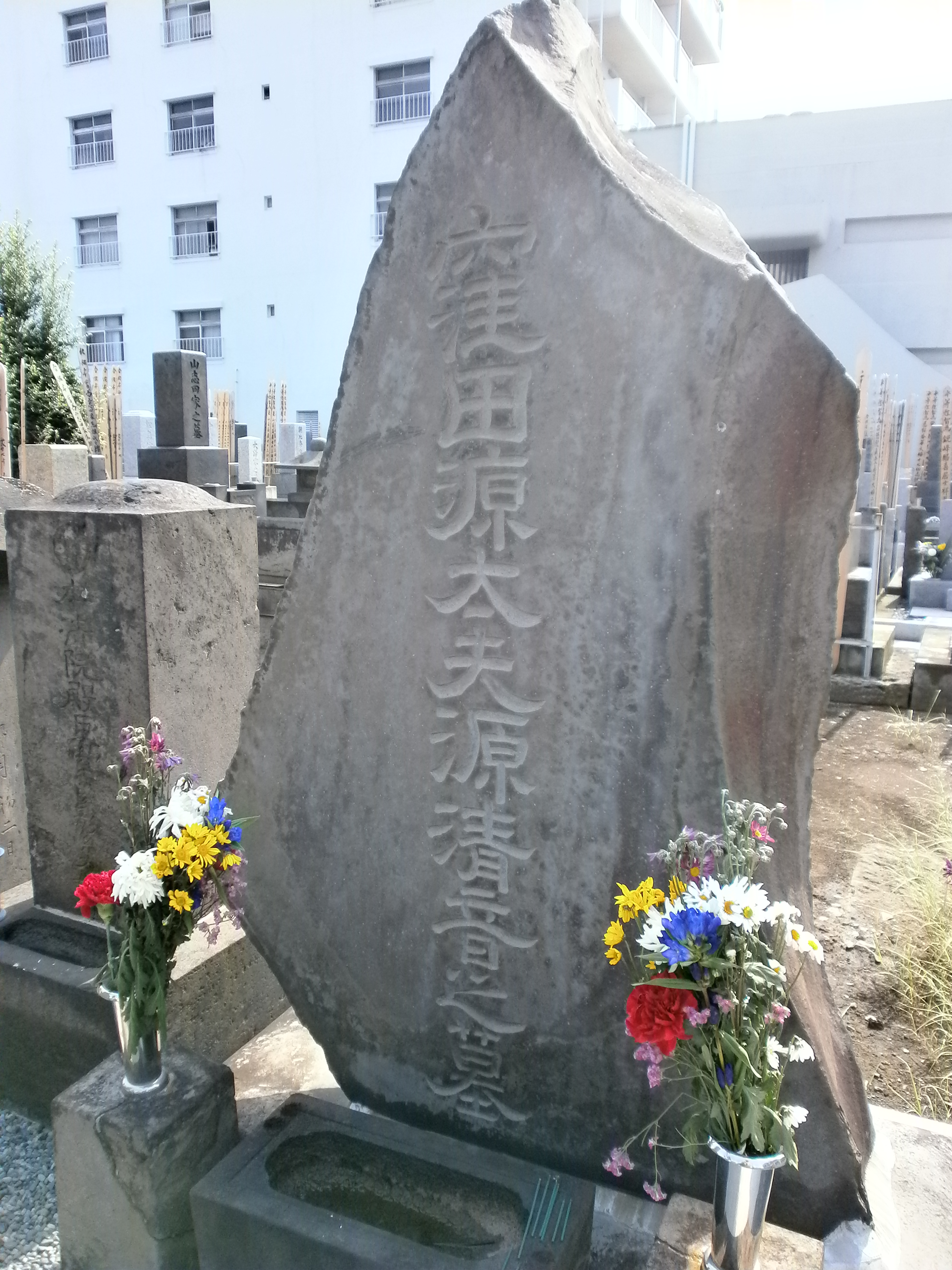
窪田清音墓（玉窓寺）

兵学門人は諸侯、旗本以下3000人余、剣術門人は600人余とされ、幕末・明治に活躍した多くの人物の教養・武道系譜に影響を与えている。

### 山鹿流中興の祖
山鹿流兵法学者として甲州流、越後流、長沼流を兼修した清音の著名な兵学門人には、若山勿堂、林靏梁、駒井朝温、小栗忠順、宍戸弥四郎、依田伴蔵、名倉松窓などがいる。
若山勿堂を通じた孫弟子に勝海舟、板垣退助、土方久元、佐々木高行、谷干城、清岡道之助、文献によっては坂本龍馬、中岡慎太郎も若山勿堂から山鹿流を習得したとの記述もある。
清音の山鹿流兵学師範は、兵学者として知られた外祖父の旗本・黒野義方である。

### 窪田派田宮流
清音が講武所頭取に就任すると、窪田派田宮流門下生の戸田忠道が剣術師範役、戸田忠昭が剣術教授方に就いている。当時の武術界大御所であった窪田清音は「剣法略記」など剣術の専門書も多く著したことから、田宮流は全国に広まった。いかなる条件でも十分に力を発揮できるように、特に「疾走」を習得するようにという指導は、当時の剣法家の指導としては斬新だった。
窪田清音が師範を務めた信濃松代藩は、第8代藩主・真田幸貫以下、高野武貞など藩士が清音の門人として田宮流を習得した。
真田幸貫は文武学校に兵法書や万川集海など忍術書を集めるため、師である窪田の協力を得たとされる。
この窪田派田宮流の系統は、島村勇雄、武藤為吉、田都味嘉門、真貝忠篤、小泉弥一郎を輩出している。加藤田平八郎も清音に指導を受けるため江戸に上った。
真貝忠篤は、美濃大垣藩士として戊辰戦争を生き残り、維新後は警視庁撃剣世話掛、宮内省皇宮警察師範を勤め、根岸信五郎（神道無念流）、得能関四郎（直心影流）と「東都剣術三元老」と呼ばれ明治後期の剣術家の間で大御所的存在であった。
大津事件の大審院長である児島惟謙、剣豪商人と称され大阪商工会議所会頭を務めた大阪財界中興の祖・土居通夫、自由民権運動で活躍した山崎惣六は、宇和島藩士時代に田都味嘉門門下で窪田派田宮流を修業、免許皆伝を認められており、窪田清音の孫弟子にあたる。
小栗忠順、鈴木重嶺は窪田清音から柔術を習っている。

### 武家故実
伊勢流中興の祖・伊勢貞丈の孫である伊勢貞春に伊勢流武家故実を学び、多くの著書を著した　伊勢神戸藩主六男・本多忠憲から与えられた伊勢流の師範免許をもって、武家故実類書13冊を残している。

### 国学・和歌・書
賀茂真淵の弟子である加藤千蔭、千蔭の弟子である岡田真澄より国学・和歌・書を習得して免許を得ている。
窪田清音の国学は荷田春満の曽孫弟子、賀茂真淵の孫弟子にあたり、国学の四大人と称される国学者の直系である。
加藤千陰は師・賀茂真淵の学問を受け継ぎ、同じ賀茂真淵門下の本居宣長と『万葉集略解』を著した。
和歌は村田春海と並ぶ江戸派の双璧と称され、「寛永の三筆」・松花堂昭乗 に習った書は千蔭流と称される和様書家として著名だった。
賀茂真淵の師である 荷田春満は契沖の『万葉代匠記』、古典及び国史を学び古道の解明を試みて、『万葉集』『古事記』『日本書紀』や大嘗会の研究の基礎を築き、復古神道を提唱、著作『創学校啓（そうがくこうけい）』を江戸幕府に献じて、将軍・徳川吉宗に国学の学校建設の必要性を訴えた。
岡田真澄の父は寛政の三博士として有名な儒学者 ・岡田寒泉である。

### 名刀工・源清麿の師
「江戸三作」「四谷正宗」と言われた江戸期の天才刀工・源清麿の師匠としても知られている。真田幸貫の斡旋で江戸に上り入門した清麿の才能を見抜き、番町の屋敷に鍛冶場を設け、住みこみで修行することを命じ後見、基金を以って作刀に専念させることで幕末期の人気刀工・清麿を世に出した。
清麿から贈られた「（表）為窪田清音君　山浦環源清麿製、（裏）弘化丙午年八月日」の銘がある2尺6寸の豪刀は国の重要美術品に認定されている。
浪士組で親友の山岡鉄舟とともに取締役となり、新徴組支配を歴任した中條金之助は、清音が門弟である江戸の天才刀工・源清麿から贈られた刀を懇望し、清音より譲り受けている。
小栗上野介が日米修好通商条約の遣米使節団として訪米後、横須賀製鉄所の建設を推進した背景に、清麿が窪田家の屋敷で修業していた時期に、窪田清音から山鹿流兵学を学んでいたことから、清麿の作刀を10代から20代の多感な時期に生で見て、鉄の基礎知識を得ていたとの説が発表されている。

### 兵学・武術流派の師
- 朱子学　外祖父・黒野源太夫義方、菅直樹の門人
- 山鹿流兵法　外祖父・黒野源太夫義方の門人　皆伝・師範免許
- 甲州流兵法　大御番・都築勘助の門人　免許
- 越後流兵法　元御広敷番・松本三甫の門人　免許
- 長沼流兵法　具足奉行・斎藤三太夫の門人　免許
- 田宮流剣術・居合　岳父・土屋伊賀守臣・平野匠八尚勝の門人　皆伝・師範免許
- 吉富流居合　外祖父・黒野源太夫義方の門人
- 宝蔵院流槍術　大御番・鈴木大作の門人　免許
- 無辺夢極流槍術　小十人組・和田孫次郎の門人　免許
- 関口流柔術　　　岳父・土屋伊賀守臣・平野匠八尚勝の門人　皆伝
- 小笠原流弓術　　御徒頭・小笠原館次郎持堅、島津淡路守臣・小児平格の門人　免許
- 日置流弓術　　御小姓組・土井利往（主税）の門人
- 大坪流上田派馬術　　新御番浅井金兵衛の門人　免許
- 中島流砲術　父・窪田助左衛門勝英の門人　皆伝・師範免許
- 外記流砲術　先手頭鉄砲方・井上左太夫の門人
- 能島流水軍　稲垣信濃守臣・小島元八の門人　皆伝・師範免許
- 伊勢流武家故実　伊勢神戸藩主六男・本多忠憲、御小姓組・土井利往の門人　皆伝・師範免許
- 国学・和歌・書　加藤千蔭、岡田真澄の門人　免許

## 系譜
- 遠祖：源頼季　清和源氏・井上氏流。源頼季より八代、小太郎長時の時に「窪田」を称す。長時より十代、長義の時に武田氏に仕官。武田家没落後に長義の孫である正勝、正重が徳川家康に仕え、代々旗本となる[28]
- 遠祖：逸見清光　武田家没落後、玄源太清光の「玄（くろ）」と黒野城に因んで「黒野」と改名
- 遠祖：水野忠政　（松平豊前守勝義の曽祖父、於大の方（伝通院）の父）
- 曽祖父：坂本養貞資秀（番医師、篠山資門三男、母は松平豊前守勝義の娘）[29][30]
- 祖父：黒野義方（字・子敬、号・正斎、通称・源太夫、旗本、鳥見役、兵学師範、著作『孫子講解』[31]、妻は坂本養貞資秀の娘）
- 父：窪田勝英（助左衛門、旗本、武術・砲術師範、著作『砲術六合志的集』、妻は黒野義方の娘）[32][33]
- 岳父：土屋正方（伊賀守、勝四郎、旗本、土屋正春の婿養子）
  - 実父は内田玄勝正啓（奥医師、法眼、内田宗春家7代）[34]
  - 実母は吉田桃源院善正（奥医師、元長、桃源院、法眼、法印、圓乗、吉田徳春子孫、母は九鬼氏）の娘[35]
- 叔父：黒野源太左衛門保土（書物奉行[36]、孫・黒野義文、曽孫・森電三（海軍少将））[37]
- 嫡孫：窪田正法（凸）、1878年（明治11年）から1884年（明治17年）まで静岡県駿東郡長[38]

墓所は東京都港区青山の玉窓寺にある。

## 著作
兵書50部、剣法38部、水軍2部、砲書3部、雑書11部、武家故実類書13部など生涯で130部を著している
。
- 『趙註孫子』5卷、文久3年（1863年）
- 『海戦布策』、文久2年（1862年）
- 『兵法實記』、弘化三年（1846年）
- 『軍用別傳附録』、江戸後期
- 『防海新策』
- 『海防或問』
- 『故實秘抄』、天保10年（1839年）
- 『采幣考』嘉永2年（1849年）
- 『剣術試合組十二之形仕分』
- 『武臣談』、萬延元 年（1860年）
- 『硎記・鍛記余論』天保12年（1841年）
- 『刀装問答』天保8年（1837年）
- 『海路湊港記』文化11年（1814年）
- 『貝伝授規則』
- 『足軽備進退秘授別伝』嘉永2年(1849年)
- 『長巻図式』天保7年（1836年）
- 『野島流水軍古法抜書』文化1年（1804）
- 『劍法叢書』4巻
- 『劍法規則後伝口伝』
- 『三音略伝』天保元年（1830年）
- 『三音伝授』
- 『采幣伝授』天保２年（1831年）
- 『剣法略記』天保10年（1839年）
- 『軍用一騎伝重口義』三冊　文化３年（1806年）
- 『軍用一騎伝重別伝』天保14年（1843年）
- 『極意三重六物伝』弘化４年（1847年）
- 『自得私抄采幣伝』嘉永３年（1850年）
- 『六物三重極意口占』安政3年（1856年）
- 『五事三重秘授』
- 『三重之伝私記義解』
- 『大星秘授口伝』
- 『武教全書義解』十二冊
- 『練兵新書』嘉永２年（1849年）
- 『采幣起源伝説』嘉永３年（1850年）
- 『采幣極意神心別伝義解』
- 『足軽進退秘授別伝』嘉永4年（1851年）
- 『三音心伝聞書副書』嘉永4年（1851年）
- 『武教要書略解』八冊　安政２年（1855年）
- 『武教全書』五冊　万延５年（1860年）
- 『練兵布策』文久２年（1862年）
- 『教戦略記』十六冊　文久３年（1863年）
- 『師弟問答』二冊
- 『化蝶論』
- 『窪田清音略伝』安政５年（1858年）
- 『兵要職分略解』四冊
- 『長柄奉行職解』文久３年（1863年）
- 『貝考』